# 10 Virginis
10 Virginis är en orange jätte i Jungfruns stjärnbild.
Stjärnan har visuell magnitud +5,95 och är svagt synlig för blotta ögat vid god seeing. Den befinner sig på ett avstånd av ungefär 240 ljusår.